# Plac Mariacki w Żywcu
Plac Mariacki – plac w Żywcu, w dzielnicy Śródmieście, w ścisłym centrum miasta, w pobliżu Rynku. 

## Historia

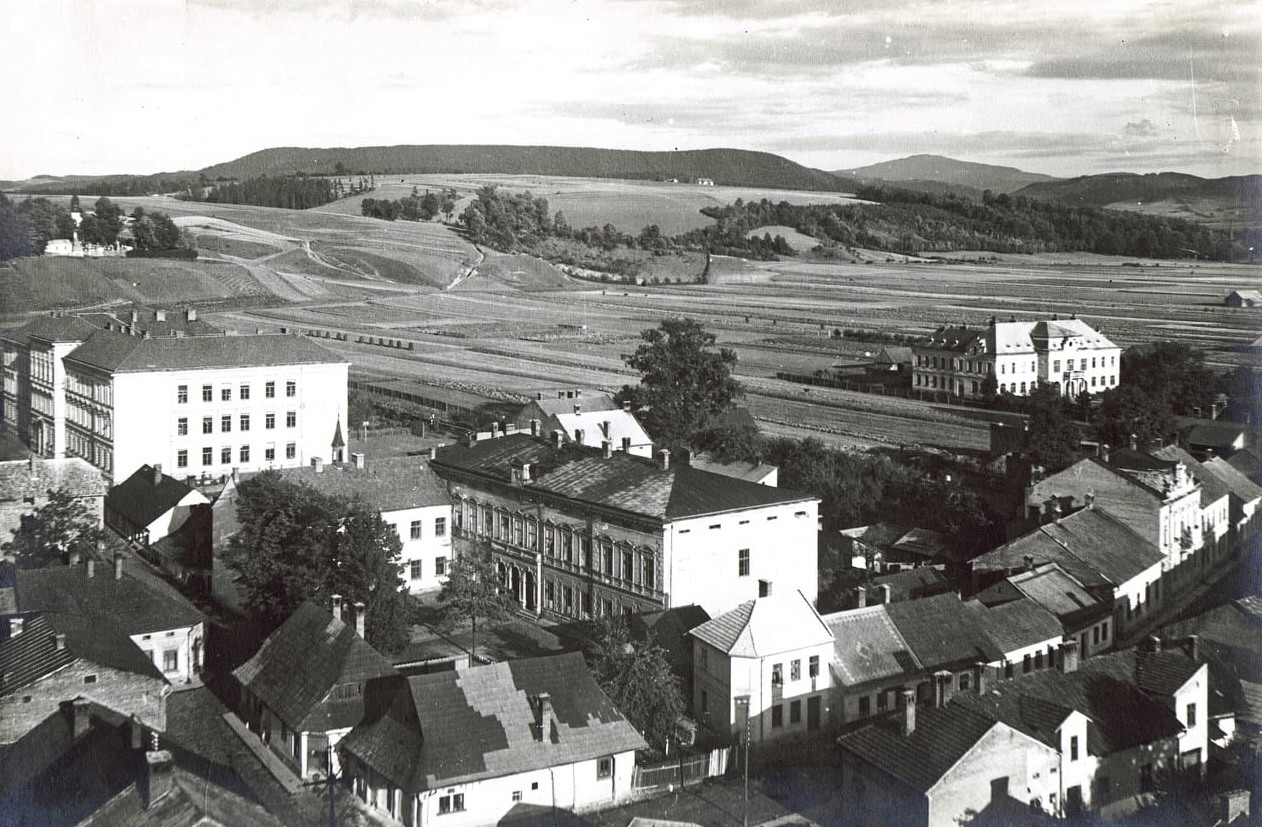
Widok z wieży Konkatedry na Łyskę w 1924, w lewym dolnym rogu widoczny Plac Mariacki

Obecną formę plac uzyskał dzięki przebudowie zrealizowanej w 1968 z okazji 700-lecia miasta. W jej rezultacie zostały wyburzone dwa zniszczone, drewniane budynki w jego południowej pierzei, a na ich miejscu przed gmachem Zespołu Szkół Ekonomiczno-Gastronomicznych urządzony został skwer. Na środku skrzyżowania z ulicą Komorowskich i Zamkową utworzona została wówczas wysepka.
W 1979 w jednym z budynków zlokalizowanych przy placu zostało uruchomione niewielkie przytulisko dla bezdomnych zwierząt, prowadzone przez plastyczkę Marię Tomiak. Z racji przyrostu liczby zwierząt wymagających opieki, doprowadziła ona do powstania żywieckiego oddziału Towarzystwa Opieki nad Zwierzętami. Z jej inicjatywy zostało utworzone pierwsze na terenie miasta schronisko dla bezdomnych zwierząt, które zostało urządzone w drewnianym domu z ogrodem, położonym przy ulicy Batorego, dokąd w 1990 przeniesione zostało przytulisko działające dotychczas przy Placu Mariackim.

## Komunikacja
Przy Placu Mariackim znajduje się jeden z najważniejszych przystanków komunikacji miejskiej. Zatrzymują się na nim autobusy linii 1, 2, 3, 4, 5, 6, 7, 8, 9, 10, 11, 12, 13, 14, 15, 16 i 17. Został on utworzony w latach 90. XX wieku na terenie dawnego postoju taksówek na skutek przeniesienia dotychczasowego przystanku zlokalizowanego przy ul. Zamkowej na przeciwko dzwonnicy.